# Dilar lineolatus
Dilar lineolatus is een insect uit de familie van de Dilaridae, die tot de orde netvleugeligen (Neuroptera) behoort. 
Dilar lineolatus is voor het eerst wetenschappelijk beschreven door Navás in 1909.